# Loulans-Verchamp
Loulans-Verchamp est une commune française située dans le département de la Haute-Saône, la région culturelle et historique de Franche-Comté et la région administrative Bourgogne-Franche-Comté.
Ses habitants sont appelés les Loulannais et Loulannaises.

## Géographie

### Description

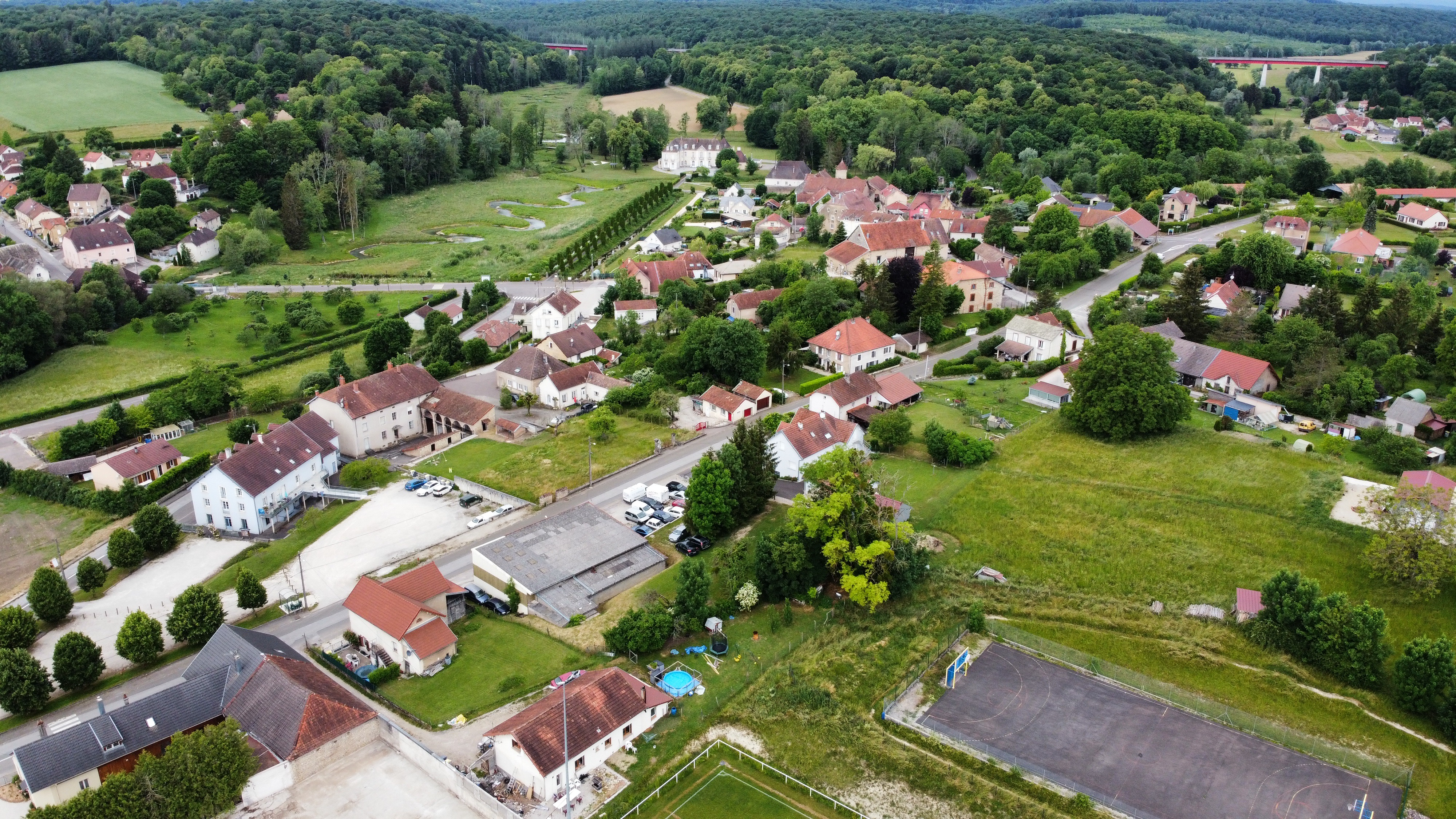
Vue aérienne du village de Loulans Verchamp.

Loulans-Verchamp est située à distance de :
- 12 km de Rioz par la RD15 ;
- 25 km de Vesoul et 30 km de Besançon par la RD 82 qui la relie à la route nationale 57 (France).

L'altitude moyenne de la commune est de 250 m.

### Hydrographie
Loulans-Verchamp est traversée par la Linotte qui y reçoit les eaux de son affluent la Quenoche avant de confluer avec la rivière Ognon.
Ce sont donc des sous-affluent du Rhône par la Saône.

### Climat
Pour des articles plus généraux, voir Climat de la Bourgogne-Franche-Comté et Climat de la Haute-Saône.
En 2010, le climat de la commune est de type climat des marges montargnardes, selon une étude du Centre national de la recherche scientifique s'appuyant sur une série de données couvrant la période 1971-2000. En 2020, Météo-France publie une typologie des climats de la France métropolitaine dans laquelle la commune est exposée à un climat semi-continental et est dans la région climatique  Lorraine, plateau de Langres, Morvan, caractérisée par un hiver rude (1,5 °C), des vents modérés et des brouillards fréquents en automne et hiver. 
Pour la période 1971-2000, la température annuelle moyenne est de 10,2 °C, avec une amplitude thermique annuelle de 17,3 °C. Le cumul annuel moyen de précipitations est de 1 049 mm, avec 13 jours de précipitations en janvier et 10 jours en juillet. Pour la période 1991-2020, la température moyenne annuelle observée sur la station météorologique de Météo-France la plus proche, « Rioz », sur la commune de Rioz à 11 km à vol d'oiseau, est de 11,2 °C et le cumul annuel moyen de précipitations est de 1 084,6 mm. 
La température maximale relevée sur cette station est de 39,6 °C, atteinte le 25 juillet 2019 ; la température minimale est de −21,8 °C, atteinte le 20 décembre 2009,,. 
Les paramètres climatiques de la commune ont été estimés pour le milieu du siècle (2041-2070) selon différents scénarios d'émission de gaz à effet de serre à partir des nouvelles projections climatiques de référence DRIAS-2020. Ils sont consultables sur un site dédié publié par Météo-France en novembre 2022.

## Urbanisme

### Typologie
Au 1er janvier 2024, Loulans-Verchamp est catégorisée commune rurale à habitat dispersé, selon la nouvelle grille communale de densité à sept niveaux définie par l'Insee en 2022.
Elle est située hors unité urbaine. Par ailleurs la commune fait partie de l'aire d'attraction de Besançon, dont elle est une commune de la couronne,. Cette aire, qui regroupe 310 communes, est catégorisée dans les aires de 200 000 à moins de 700 000 habitants,.

### Occupation des sols
L'occupation des sols de la commune, telle qu'elle ressort de la base de données européenne d’occupation biophysique des sols Corine Land Cover (CLC), est marquée par l'importance des territoires agricoles (52,1 % en 2018), en diminution par rapport à 1990 (53,9 %). La répartition détaillée en 2018 est la suivante : terres arables (41,5 %), forêts (41,5 %), zones agricoles hétérogènes (6,8 %), zones urbanisées (6,4 %), prairies (3,8 %). L'évolution de l’occupation des sols de la commune et de ses infrastructures peut être observée sur les différentes représentations cartographiques du territoire : la carte de Cassini (XVIIIe siècle), la carte d'état-major (1820-1866) et les cartes ou photos aériennes de l'IGN pour la période actuelle (1950 à aujourd'hui).

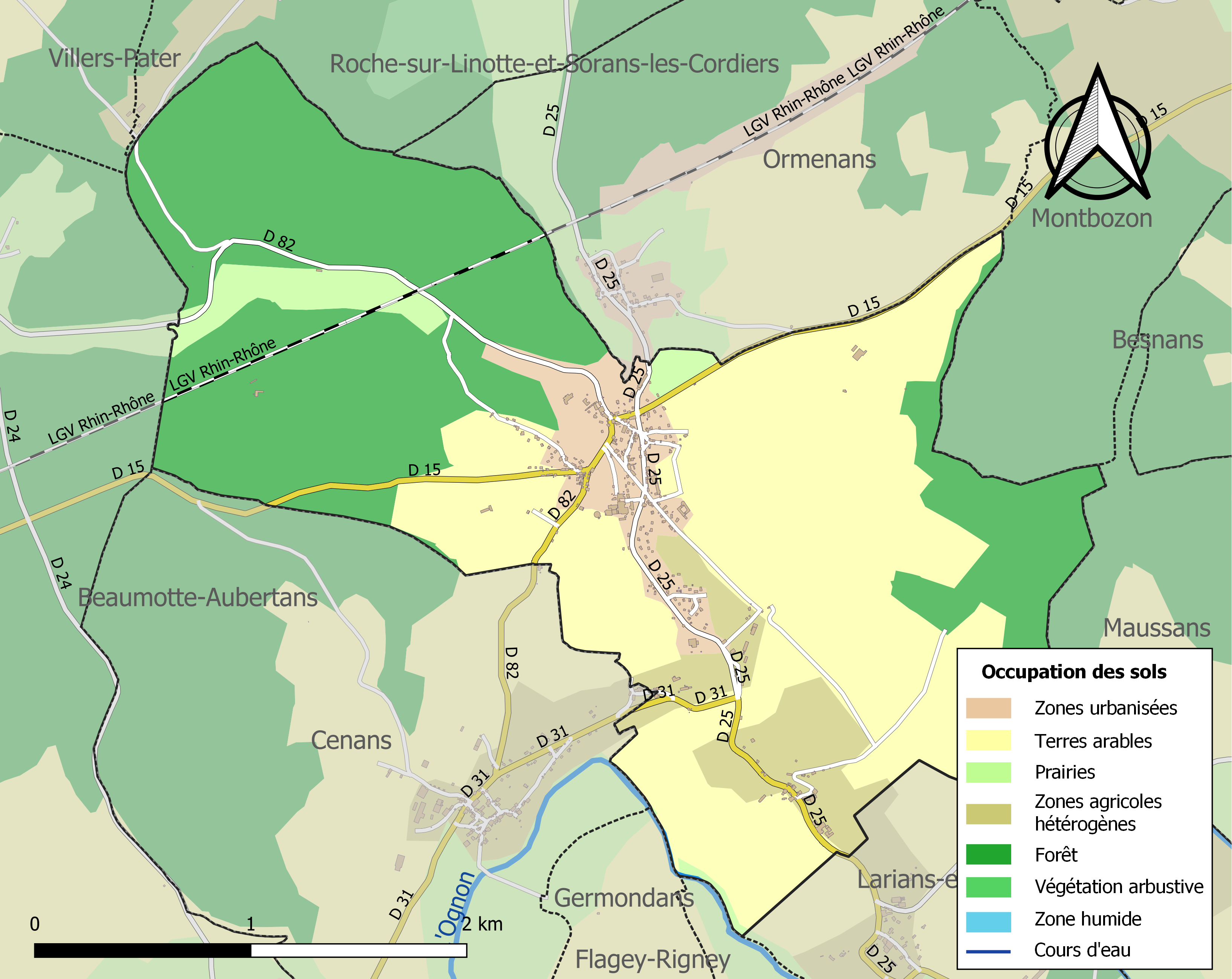
Carte des infrastructures et de l'occupation des sols de la commune en 2018 (CLC).

### Habitat et logement
En 2018, le nombre total de logements dans la commune était de 235, alors qu'il était de 242 en 2013 et de 201 en 2008.
Parmi ces logements, 79,7 % étaient des résidences principales, 7 % des résidences secondaires et 13,2 % des logements vacants. Ces logements étaient pour 82,2 % d'entre eux des maisons individuelles et pour 17,8 % des appartements.
Le tableau ci-dessous présente la typologie des logements à Loulans-Verchamp en 2018 en comparaison avec celle de la Haute-Saône et de la France entière. Une caractéristique marquante du parc de logements est ainsi une proportion de résidences secondaires et logements occasionnels (7 %) supérieure à celle du département (6,2 %) et à celle de la France entière (9,7 %). Concernant le statut d'occupation de ces logements, 74,3 % des habitants de la commune sont propriétaires de leur logement (72,7 % en 2013), contre 68,7 % pour la Haute-Saône et 57,5 pour la France entière.
| Typologie                                               | Loulans-Verchamp | Haute-Saône | France entière |
| ------------------------------------------------------- | ---------------- | ----------- | -------------- |
| Résidences principales (en %)                           | 79,7             | 83          | 82,1           |
| Résidences secondaires et logements occasionnels (en %) | 7                | 6,2         | 9,7            |
| Logements vacants (en %)                                | 13,2             | 10,8        | 8,2            |

### Voies de communication et transports
- Loulans-Verchamp est traversée par les RD 15, RD 25, RD 31 et 82.
- La gare de Vesoul est située à 27 km. Il est ainsi possible d'y accéder par la ligne Beaumotte-Aubertans ↔ Vesoul du réseau Mobigo qui dessert la commune.
- La gare de Besançon Franche-Comté TGV ainsi que la gare de Besançon-Viotte sont situées à 30 km.

## Histoire
Les communes de Loulans-les-Forges et Verchamp ont fusionné en 1970.

## Politique et administration

### Rattachements administratifs et électoraux
La commune fait partie de l'arrondissement de Vesoul du département de la Haute-Saône, en région Bourgogne-Franche-Comté. Pour l'élection des députés, elle dépend de la deuxième circonscription de la Haute-Saône.
Loulans-Verchamp faisait partie du canton de Montbozon. Dans le cadre du redécoupage cantonal de 2014 en France, la commune est désormais rattachée au canton de Rioz.

### Intercommunalité
Loulans-Verchamp était membre de la communauté de communes du Pays de Montbozon, créée le 29 décembre 2000.
Dans le cadre de la mise en œuvre du schéma départemental de coopération intercommunale approuvé en décembre 2011 par le préfet de Haute-Saône, et qui prévoit notamment la fusion la fusion des communautés de communes du Pays de Montbozon et du Chanois, afin de former une nouvelle structure regroupant 27 communes et environ 6 500 habitants, la commune est membre depuis le 1er janvier 2014 de la communauté de communes du Pays de Montbozon et du Chanois.

## Équipements et services publics

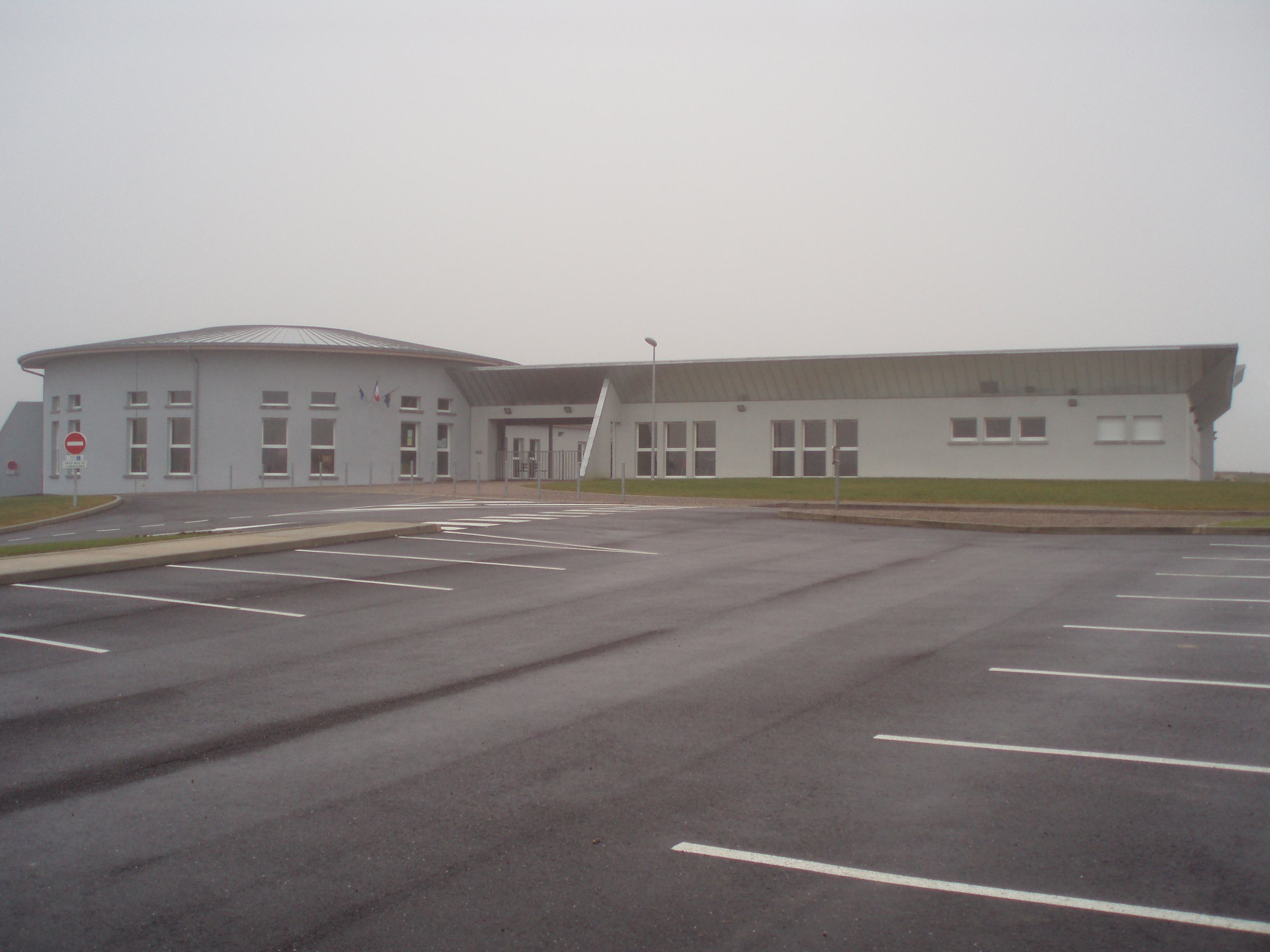
L'école publique élémentaire - Loulans -- décembre 2008.

### Liste des maires
| Période                                  | Période                      | Identité                    | Étiquette | Qualité                                                                                    |
| ---------------------------------------- | ---------------------------- | --------------------------- | --------- | ------------------------------------------------------------------------------------------ |
| Les données manquantes sont à compléter. |                              |                             |           |                                                                                            |
| 1904                                     | 1905                         | Prosper Petremand           |           |                                                                                            |
| 1905                                     | 1912                         | Armand Magnin               |           |                                                                                            |
| 1919                                     | 1935                         | Jean-Baptiste Grosperrin    |           |                                                                                            |
| 1935                                     | 1949                         | James Landel                |           |                                                                                            |
| 1949                                     | 1965                         | Jean Lardy                  |           |                                                                                            |
| 1965                                     | 1970                         | Hubert Vitek                |           |                                                                                            |
| 1970                                     | 1976                         | Jean Lardy                  |           |                                                                                            |
| 1976                                     | 1983                         | Yves Pretot                 |           |                                                                                            |
| 1983                                     | 1989                         | Henry Noirot                |           |                                                                                            |
| 1989                                     | 1991                         | Pierre Outcharoff           |           |                                                                                            |
| 1991                                     | 1995                         | Claude Louis                |           |                                                                                            |
| juin 1995                                | mars 2008                    | Jean-Marie Pretot           |           |                                                                                            |
| mai 2008                                 | mai 2020                     | Jean-Paul Pretot            |           | Président de la CC du Pays de Montbozon et du Chanois (2014 → 2020)                        |
| mai 2020                                 | En cours (au 2 décembr 2021) | Guillaume Blondel-Gaborieau |           | Ingénieur territorial Vice-président de la CC du Pays de Montbozon et du Chanois (2020 → ) |

## Population et société
En 2022, la commune de Loulans-Verchamp comptait 457 habitants. À partir du XXIe siècle, les recensements réels des communes de moins de 10 000 habitants ont lieu tous les cinq ans. Les autres « recensements » sont des estimations.
| 1793 | 1800 | 1806 | 1821 | 1831 | 1836 | 1841 | 1846 | 1851 |
| ---- | ---- | ---- | ---- | ---- | ---- | ---- | ---- | ---- |
| 267  | 308  | 206  | 356  | 411  | 447  | 504  | 493  | 552  |

| 1856 | 1861 | 1866 | 1872 | 1876 | 1881 | 1886 | 1891 | 1896 |
| ---- | ---- | ---- | ---- | ---- | ---- | ---- | ---- | ---- |
| 490  | 520  | 460  | 491  | 435  | 485  | 447  | 313  | 329  |

| 1901 | 1906 | 1911 | 1921 | 1926 | 1931 | 1936 | 1946 | 1954 |
| ---- | ---- | ---- | ---- | ---- | ---- | ---- | ---- | ---- |
| 338  | 374  | 349  | 344  | 363  | 360  | 341  | 364  | 373  |

| 1962 | 1968 | 1975 | 1982 | 1990 | 1999 | 2005 | 2006 | 2010 |
| ---- | ---- | ---- | ---- | ---- | ---- | ---- | ---- | ---- |
| 374  | 378  | 400  | 406  | 354  | 378  | 445  | 458  | 473  |

| 2015 | 2020 | 2022 | - | - | - | - | - | - |
| ---- | ---- | ---- | - | - | - | - | - | - |
| 460  | 453  | 457  | - | - | - | - | - | - |

## Économie
Le village comporte un bar hôtel-restaurant, une boulangerie, un coiffeur et un salon de beauté[Quand ?].

## Culture locale et patrimoine

### Lieux et monuments
- Le château de Loulans construit en 1730, ancienne habitation des maîtres de forges, désormais transformé en complexe de réception.
- Le lavoir couvert avec façade à piliers de pierre à Verchamp, de 1805, a été complètement rénové.
- La vallée de l'Ognon et l'ancien pont ferroviaire de la ligne de Besançon-Viotte à Vesoul.
- Le musée du tracteur de Loulans-Verchamp.

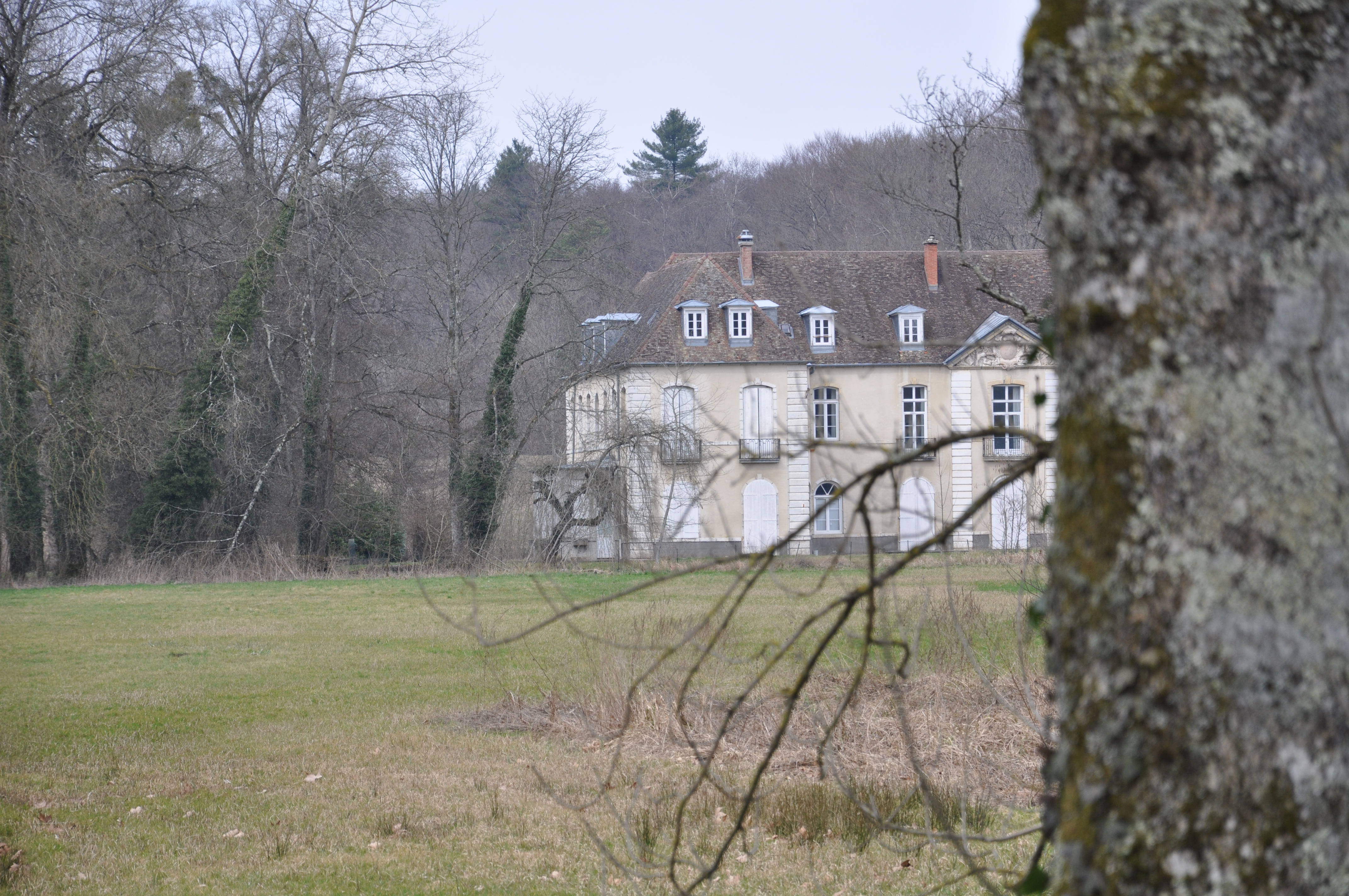
Le château de Loulans.
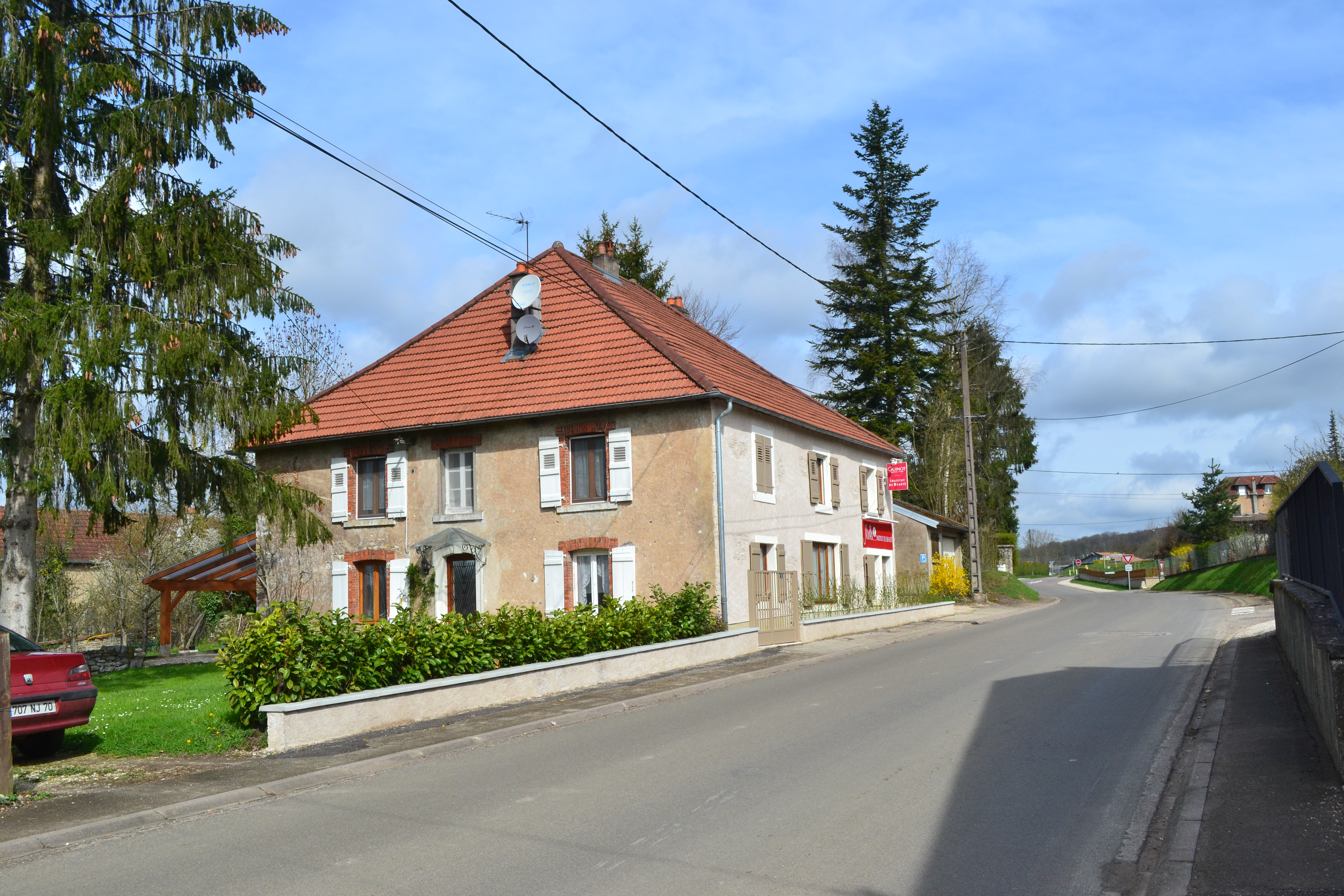
Rue des Vignes, Loulans-Verchamp.
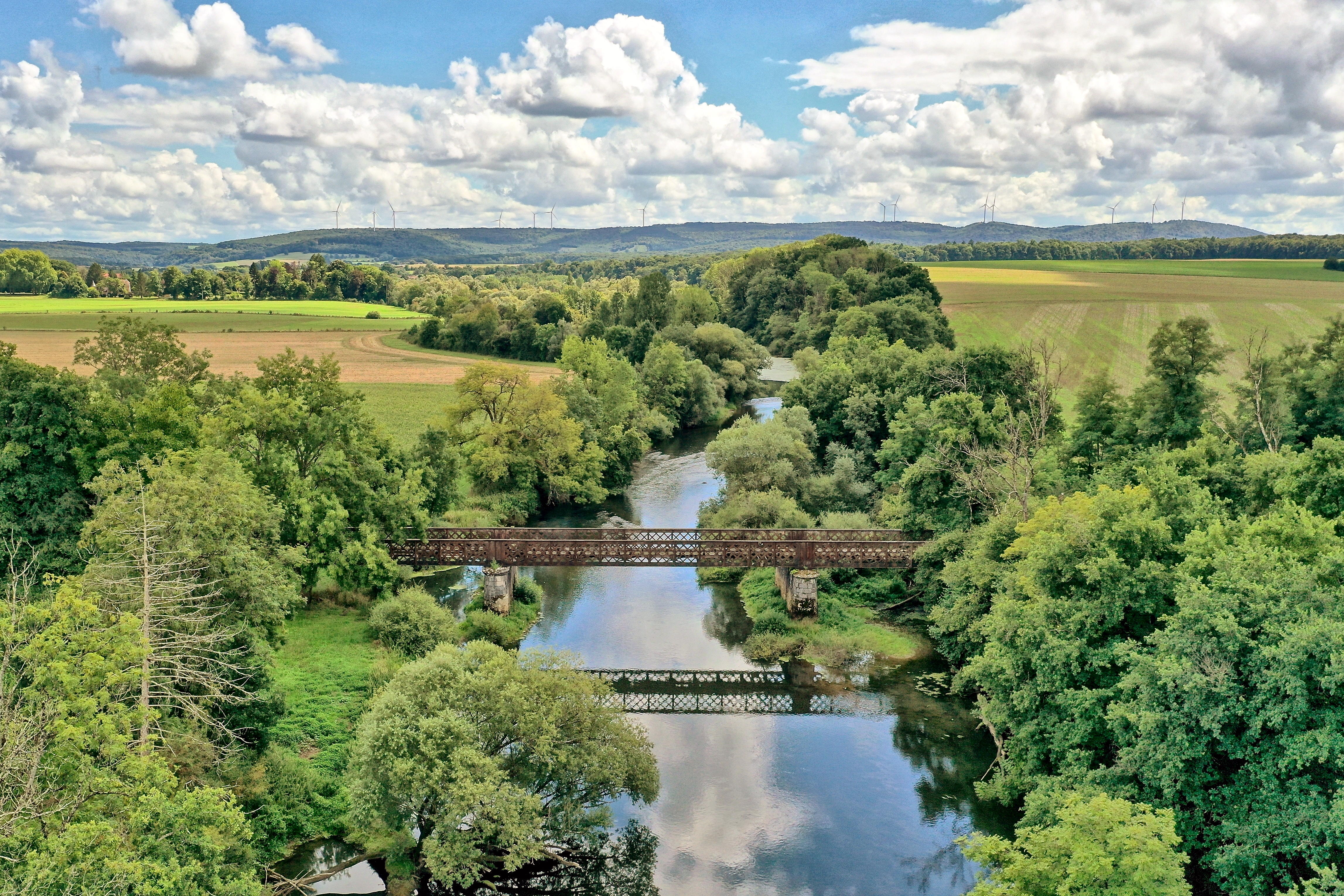
L'ancien pont ferroviaire sur l'Ognon.
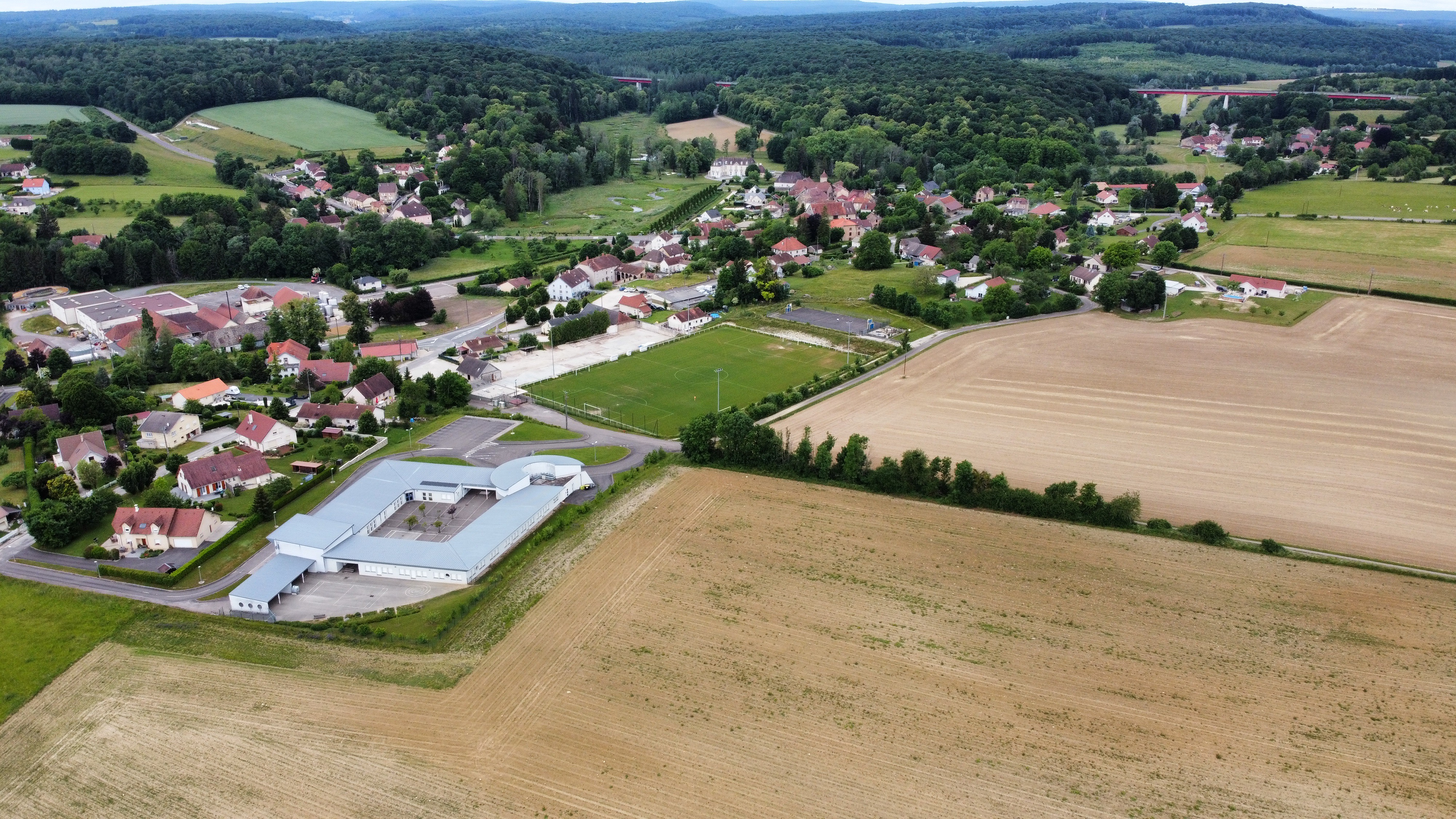
Vue aérienne de Loulans-Verchamp.

### Personnalités liées à la commune
- Louis-Auguste Girardot (1856-1933), peintre orientaliste, né dans la commune.

### Héraldique
| Blason de Loulans-Verchamp | Blason  | D'azur à la fasce d’argent accompagnée en chef de deux carreaux en losange et en pointe d'une rose, le tout d'or. |
| Blason de Loulans-Verchamp | Détails | Le statut officiel du blason reste à déterminer.                                                                  |